# Ogólnoindyjska Centralna Rada Związków Zawodowych
Ogólnoindyjska Centralna Rada Związków Zawodowych (ang. All India Central Council of Trade Unions, AICCTU) – indyjska centrala związkowa działająca od 1989. Jest powiązana z Komunistyczną Partią Indii (Marksistowsko-Leninowską) Wojna Ludowa.

## Charakterystyka
Według danych Ministerstwa Pracy w 2002 AICCTU zrzeszała 639 962 pracowników
AICCTU należy do Światowej Federacji Związków Zawodowych (ICFTU). 
AICCTU była jedną z 10 organizacji związkowych, które odpowiadały za zorganizowanie 26 listopada 2020 strajku generalnego w Indiach. Był to prawdopodobnie największym w historii ludzkości strajk, biorąc pod uwagę ilość uczestników, których liczbę oszacowano na ponad 250 000 000.  